# Teori Zavascki
Teori Albino Zavascki (Faxinal dos Guedes, 15 agosto 1948 – Parati, 17 gennaio 2017) è stato un giudice brasiliano.

## Biografia
Dal 2003 al 2012 è stato membro del Tribunale supremo federale, il massimo organo di giudiziario del Brasile.
Il 29 novembre 2012 è stato nominato giudice della Corte Suprema del Brasile. Al momento della morte, avvenuta a causa di un incidente aereo vicino Paraty, si stava occupando della caso Lava Jato (autolavaggio), l’indagine che ha preso avvio nel 2014 e portato alla scoperta di una rete di corruzione nella pubblica amministrazione brasiliana, nella quale sarebbero coinvolti politici importanti come il presidente brasiliano Michel Temer e l’ex presidente Luiz Inácio Lula da Silva.